# رودخانه راک قرمز (مونتانا)
رودخانه رد راک تقریباً با طول ۷۰-مایل (۱۱۰-کیلومتر) در جنوب غربی مونتانا در ایالات متحده است. حوضه زهکشی آن بیش از ۱٬۵۴۸ مایل مربع (۴٬۰۱۰ کیلومتر مربع) را پوشش می‌دهد.